# Gulfotad duva
Gulfotad duva (Columba pallidiceps) är en fågel i familjen duvor inom ordningen duvfåglar.

## Utseende och läte
Gulfotad duva är en stor (36–38 cm) duva med glänsande fjäderdräkt. Den är mestadels svart med grön, rosa och purpurfärgad glans. Huvudet är ljusgrått och de rätt kraftiga benen är bjärt gula. Lätet är okänt.

## Utbredning och status
Fågeln förekommer i Bismarckarkipelagen och Salomonöarna. Den behandlas som monotypisk, det vill säga att den inte delas in i några underarter.

## Status och hot
Gulfotad duva har en liten världspopulation bestående av uppskattningsvis endast 2 500–10 000 vuxna individer. Den tros också minska i antal till följd av habitatförlust. Den är därför upptagen på internationella naturvårdsunionen IUCN:s röda lista över hotade arter, kategoriserad som sårbar (VU).